# Терещенко Нифонт Мефодійович
Нифонт Мефодійович Терещенко (8 квітня 1867, с. Попівка, Звенигородський повіт, Київська губернія — 1947, с. Попівка, Звенигородський район, Київська область) — український художник, іконописець.

## Життєпис
Народився 8 квітня 1867 р. у с. Попівка Звенигородського повіту Київської губернії. Батько був відставним солдатом, а мати — простою селянкою. У сім'ї було п'ятеро дітей: Нифонт, Софія, ще дві сестри і брат Каленик. Нифонт був найстаршим.
З раннього дитинства любив малювати, навчався у місцевих малярів. Потім за наполяганням місцевого священника поїхав до Києва. 
У 1880-х рр. навчався в Лаврській іконописній майстерні та художній рисувальній. 
Після смерті батька став опікуном для менших сестер і брата.
Через це пізно одружився. Його дружина, Покотило Уляна Яківна, довгий час наймитувала у панів Вільхівецької цукроварні. В сім'ї народилося двоє дітей: донька Антоніна (Тося) 1909 р. народження та син Юрій (Жорж) 1916 р. У 1920-х рр. працював учителем у Звенигородській жіночій гімназії та єврейській семирічній школі, де викладав малювання та креслення. Дуже любив дітей та був хорошим педагогом.
Малював ікони і картини, в тому числі хоругви, портрети, пейзажі, був добрим копіювальником. Значна кількість його робіт виконана в стилі народної картини.
У 1933 р. подружжя Терещенків переїхало жити на Харківщину, в радгосп ім. Комінтерна, де працювала агрономом донька Тося. Син Юрій навчався в Харківському метеорологічному інституті, був репресований у 1938 р. і помер у в'язниці.
У 1936 р. Терещенки повернулися в рідне с. Попівку. Нифонт пішов працювати вчителем у сільську семирічну школу та малював картини на замовлення. Це були не художні твори, а ремісницький заробіток. Платили за роботу хто що дасть. Картини, виконані на замовлення селян, є найцікавішими роботами у малярській спадщині художника. Це творчі інтерпретації традиційних сюжетів, характерних для народної картини: парубок з дівчиною біля криниці, хата в садку під горою та квіти.
Як іконописця Н. Терещенка відносять до категорії «невідомих» своєрідних художників, які копіювали живопис Володимирського Собору в Києві. Більшість ікон та хоругв, створених маляром, загинули ще в 1930-х рр. разом з церквами, для яких були написані.
Помер Нифонт Терещенко у 1947 р. Похований у рідному селі Попівка на Звенигородщині (нині Черкаська область).

## Родина
Сестра — Терещенко Софія Мефодіївна, українська художниця, етнограф і фольклористка.
Брат — Терещенко Каленик  Мефодійович, скульптор, автор більш ніж 30 пам'ятників Тарасу Шевченку.

## Творчий спадок
Творчість художника мало досліджена, а картин залишилося дуже мало.
У фондах Черкаського обласного краєзнавчого музею зберігається три хоругви авторства Нифонта Терещенка. Очевидно вони були виготовлені для Української автокефальної православної церкви. Саме на 1920-ті рр. припадає процес її становлення.
Дві з трьох двосторонніх хоругв мають зображення ікон «Молєніє о чаше» і Святого мученика Харлампія та ікон Святого Трифона й ікони Остробрамської Божої Матері. Вони декоровані стилізованим українським орнаментом, що заповнює увесь простір хоругв.
Третя хоругва — з іконами Святого Апостола Петра та Воздвиження Чесного Хреста, декорована маками, мальованими з натури. Розміри хоругв: 142 х 65 см та 122 х 59, 5 см. Виконані на грубому домотканому полотні олійними фарбами.